# Mainur Reza Chowdhury
Pour les articles homonymes, voir Chowdhury.
Mainur Reza Chowdhury, né le 23 juin 1938 et décédé le 26 juin 2004 était un juriste bangladais qui a occupé le poste de 12e président de la Cour suprême du Bangladesh et de juge en chef entre le 18 juin 2002 et le 22 juin 2003. Il a été nommé à ce poste par l'ancien président A. Q. M. Badruddoza Chowdhury.

## Carrière
Il est né en 1938 dans le district nord de Chapai Nawabganj. Le juge Chowdhury a rejoint le barreau de la Cour suprême en 1975 et a été nommé juge supplémentaire de la Cour suprême le 29 janvier 1990. Il a été promu à la Division d'appel le 8 novembre 2000,. 
Mainur Reza Chowdhury est devenu le nouveau président de la Cour suprême du Bangladesh en juin 2002, remplacement du juge Mahmudul Amin Chowdhury, qui a pris sa retraite, nommé par le président A.Q.M. Badruddoza Chowdhury qui lui a fait prêter serment.
Chowdury a été envisagé comme conseiller principal du gouvernement intérimaire du Bangladesh en 2004, après l'hospitalisation pour problèmes cardiaques du premier candidat, Khondokar Mahmud Hasan, mais il estg décédé avant que cela se réalise.

## Vie privée
Son épouse, le Dr Nazma Chowdhury, est professeur de sciences politiques à l'université de Dacca. Elle a également été conseillère auprès du gouvernement intérimaire en 1996 et elle est la fondatrice du département des études sur les femmes et le genre de l'université de Dacca. En 2008, elle a également reçu le prestigieux Ekushey Padak. L'ancien juge en chef Mainur Reza Chowdhury est décédé dans une clinique de Dacca le 26 juin 2004. Il avait 66 ans. Une prière funéraire a eu lieu dans les locaux de la Cour suprême. Il a été enterré pour le repos éternel au cimetière de Banani le 27 juin 2004.